# Otto Claudius Sarwey

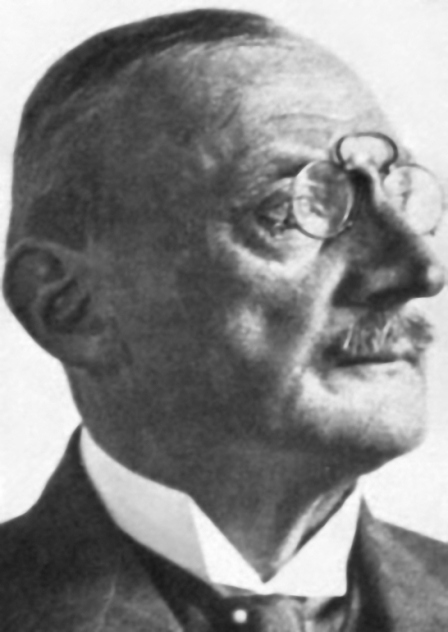
Otto Claudius Sarwey

Otto Claudius Sarwey (* 14. November 1864 in Stuttgart; † 31. August 1933 in Rostock) war ein deutscher Gynäkologe und Geburtshelfer.

## Leben und Wirken
Otto Sarwey wurde als Sohn von Ernst Otto Claudius Sarwey, eines württembergischen Politikers, in Stuttgart geboren. Er legte 1882 das Abitur am Eberhard-Ludwigs-Gymnasium ab und studierte anschließend – mit Unterbrechung durch den Militärdienst als Einjährig-Freiwilliger 1884/85 – Medizin an den Universitäten Würzburg, Berlin und Tübingen. Hier schloss er sein Studium im Februar 1889 mit dem Staatsexamen ab, wurde im März desselben Jahres approbiert und nach dem zweiten Teil seines Militärdienstes im Januar 1890 mit einer Dissertation Ueber die Kastration der Frauen promoviert. Er arbeitete als Volontärarzt an der Chirurgischen Universitätsklinik bei Ernst von Bergmann in Berlin, der Landeshebammenanstalt in Stuttgart und der Tübinger Universitätsfrauenklinik unter Johann Säxinger und Albert Döderlein, ab April 1891 als Assistenzarzt. Dort habilitierte er sich 1886 mit der Schrift Die künstliche Frühgeburt bei Beckenenge, wurde Oberarzt und 1900 zum außerplanmäßigen Professor ernannt.
1906 nahm Otto Sarwey einen Ruf als Nachfolger von Friedrich Schatz auf den Lehrstuhl für Gynäkologie und Geburtshilfe an der Universität Rostock an. Ihm oblag damit die Leitung der Universitätsfrauenklinik und der Hebammenlehranstalt. Im Ersten Weltkrieg war er als ziviler Arzt eingesetzt. Nach seiner altersbedingten Emeritierung im März 1933 beantragte er aufgrund von finanziellen Problemen eine einjährige Vertragsverlängerung. Zu seinen Schülern zählten Hans Runge und Robert Schröder.
Sarwey, der im November 1912 zum Geheimen Medizinalrat ernannt worden war, galt in seiner operativen Tätigkeit als konservativ und widmete sich mehr der Gynäkologie als der Geburtshilfe. Obwohl er
Mitglied der Akademischen Gesellschaft Stuttgardia und 1911 und 1927 Vorsitzender der Nordwestdeutschen Gesellschaft für Gynäkologie und Geburtshilfe war, galt er eher als Praktiker, der sich von den wissenschaftlichen Vereinigungen und Sitzungen zurückzog. Seine wissenschaftliche Tätigkeit trug mehr rezeptiven Charakter. Er veröffentlichte überwiegend Übersichtsarbeiten in Handbüchern mit Betonung praktischer Aspekte. Er galt als Gegner einer übermäßigen Publikationstätigkeit. In den Jahren seines Ordinariats an der Rostocker Universitätsfrauenklinik veröffentlichte er kaum noch eigene Arbeiten.
Privat galt Sarwey als Liebhaber von Musik und der Jagd. Er war seit Mai 1904 verheiratet mit Nelly, geb. Lust. Das Paar hatte zwei Töchter.
Ausgehend von einem Furunkel im Gesicht kam es bei Otto Sarwey zu einer septischen Metastase im Kreuzbein mit Durchbruch in des Geflecht der Beckenvenen. Von dort aus kam es zu einer generalisierten Sepsis, an der Sarwey am 31. August 1933 im Alter von 68 Jahren verstarb. Zu seinem Nachfolger an der Rostocker Klinik wurde Gustaf Haselhorst berufen.

## Schriften (Auswahl)
- Über die in klinischen Lehranstalten bestehende Nothwendigkeit einer geburtshilflichen Abstinenzzeit für „inficierte“ Studenten. Leipzig 1895.
- Ueber die Kastration der Frauen. Laupp, Tübingen 1890 (zugl. Dissertation, Eberhard Karls Universität Tübingen – digitale-sammlungen.de).
- Die künstliche Frühgeburt bei Beckenenge. Hirschwald, Berlin 1896 (zugl. Habilitationsschrift, Eberhard Karls Universität Tübingen – digitale-sammlungen.de).
- Die Diätetik dernormalen Geburt. Wiesbaden 1904.
- Bakteriologische Untersuchungen über Hände-Desinfektion und ihre Endergebnisse für die Praxis. Hirschwald, Berlin 1905, OCLC 14800871.
- Uterus-Carcinom und Schwangerschaft. Wiesbaden 1908.
- mit Ferdinand von Spee: Anatomie und Physiologie der Schwangerschaft. Zwei Bände. J. F. Bergmann, Wiesbaden 1915.